# Циганско перје
Циганско перје, или свиленица (лат. Asclepias syriaca), вишегодишња је врста биљака из фамилије Apocynaceae. Ареал распрострањења обухвата Северну Америку, али је постала широко распрострањена и задивљала у јужној Европи и Русији.Пореклом је из јужне Канаде.На скали инвазивности је сврстана међу јако инвазивне биљке. Расте на пешчаним, плодним жемљиштима и у сунчаним пределима.

## Опис
Asclepias syriaca је клонска вишегодишња зељаста млечна биљка, усправног стабла, висине до 2 м. Листови су елиптични, са лица тамнозелени, а са наличја светлозелени и длакави, при врху су зашиљени. Цветови су розе, љубичасте до црвене боје, крупни. Цвета од јуна до августа. Плод је чаура дуга око 10 цм, овална, длакава. Семена су јајаста, спљоштена, обавијена свиленкастим нитима, што им омогућује лако расејавање ветром. Сви делови биљке садрже млечни сок који ослобађају када се озледе.

## Екологија
Одлична је храна за инсекте. Медоносна је биљка. На североистоку и средњем западу једна је од најважнијих храна за Монарх лептира (Danaus plexippus). Пошто млечни сок садржи кардијачне гликозиде, може бити токсичан за многе инсекте и животиње. За неке инсекте овај гликозид постаје одбрана. Складиште га у свом ткиву и тако се бране од предатора, за које буде отрован. Инвазивна је врста. Погодују јој подручја у близини река. Честа је у усевима кукуруза, где представља коров.

## Употреба
Млечни сок садржи велике количине гликозида што чини лишће и фоликуле токсичним по велике сисаре и људе (потребне су велике количине да би дошло до тровања). Младе стабљике, младо лишће, пупољци и незрели плодови су јестиви сирови и тада немају горчину. Уље из семена може се лако претворити у цинаминску киселину која штити од Сунчевог зрачења у концентрацији 1-5%. 